# Їдці картоплі
«Їдці» — картина нідерландського художника, графіка та пост імпресіоніста Вінсента ван Гога. Створена в 1885 році. Зберігається у Музеї Вінсента ван Гога, в Амстердамі.
Це перша велика робота художника, написана у так званий «нюененський період» (1883—1885). В ці роки проявляється своєрідність творчої манери художника. Майстер пише темними фарбами, сюжети його робіт одноманітні, в них відчувається симпатія до селян і співчуття до їхнього важкого життя. Головні герої картин голландського періоду — селяни, зображені за своїми повсякденними заняттями.

## Історія створення
26 березня 1885 року від серцевого удару помирає батько Вінсента — пастир Теодор Ван Гог. Пригнічений горем, Вінсент пориває з сім'єю, відмовляється від своєї частки спадщини і після сварки з сестрою переїжджає в майстерню при церкві. В ці дні він починає працювати над новою картиною — «Їдці картоплі».
Над полотном Вінсент працює весь квітень, роблячи безліч ескізів для остаточної версії, написаної олією на полотні.
У своєму листі братові Тео художник пише:
|  | «Хочу повідомити тобі, що працюю над «Їдцями картоплі». Написав нові етюди голів і особливо сильно змінив руки. Намагаюся, перш за все, внести в картину життя ... Я не відправлю тобі «Їдців картоплі» до тих пір, поки не буду переконаний, що в них щось є. Але я рухаюся з ними вперед і думаю, в них з'явилося щось зовсім інше, ніж все, що ти коли-небудь бачив у моїх роботах. Принаймні, чітко бачив. Я, перш за все, маю на увазі життя. Я відтворюю її по пам'яті на самій картині. Але ж ти сам знаєш, скільки разів я писав до цього голови! Крім того, я щовечора забігаю до моїх натурників і дещо уточнюю прямо на місці. Однак в картині я даю волю своїм думкам і фантазії, чого не роблю в етюдах, де такий творчий процес хоча і може мати місце, але де поживу для уяви треба шукати в реальності, якщо хочеш, щоб воно не пішло хибним шляхом». |

Влітку 1887 року в листі до молодшої сестри Віллеміне Вінсент пише наступне:
|  | «...Найкраще з того, що я зробив, це, в кінцевому рахунку, картина, яку я написав у Нюенені, - селяни, що їдять картоплю. Після неї у мене не було можливості наймати натурщиків, зате я встиг глибше вивчити питання кольору. Сподіваюся, що пізніше, коли я зможу знайти потрібні моделі для своїх фігур, я ще доведу, що здатний на дещо краще, ніж зелені краєвиди і квіти.» |

Картину було вперше виставлено у серпні 1885 року в Гаазі. Критики нарікали на грубий мазок та викривлення фігур, проте брат Тео був більш завбачливий у своїй оцінці: «Почекайте і побачите чи є у нього талант. Я вважаю, що є. Якщо він досягне успіху у своїй роботі, то стане великою людиною».

## Сюжет та композиція

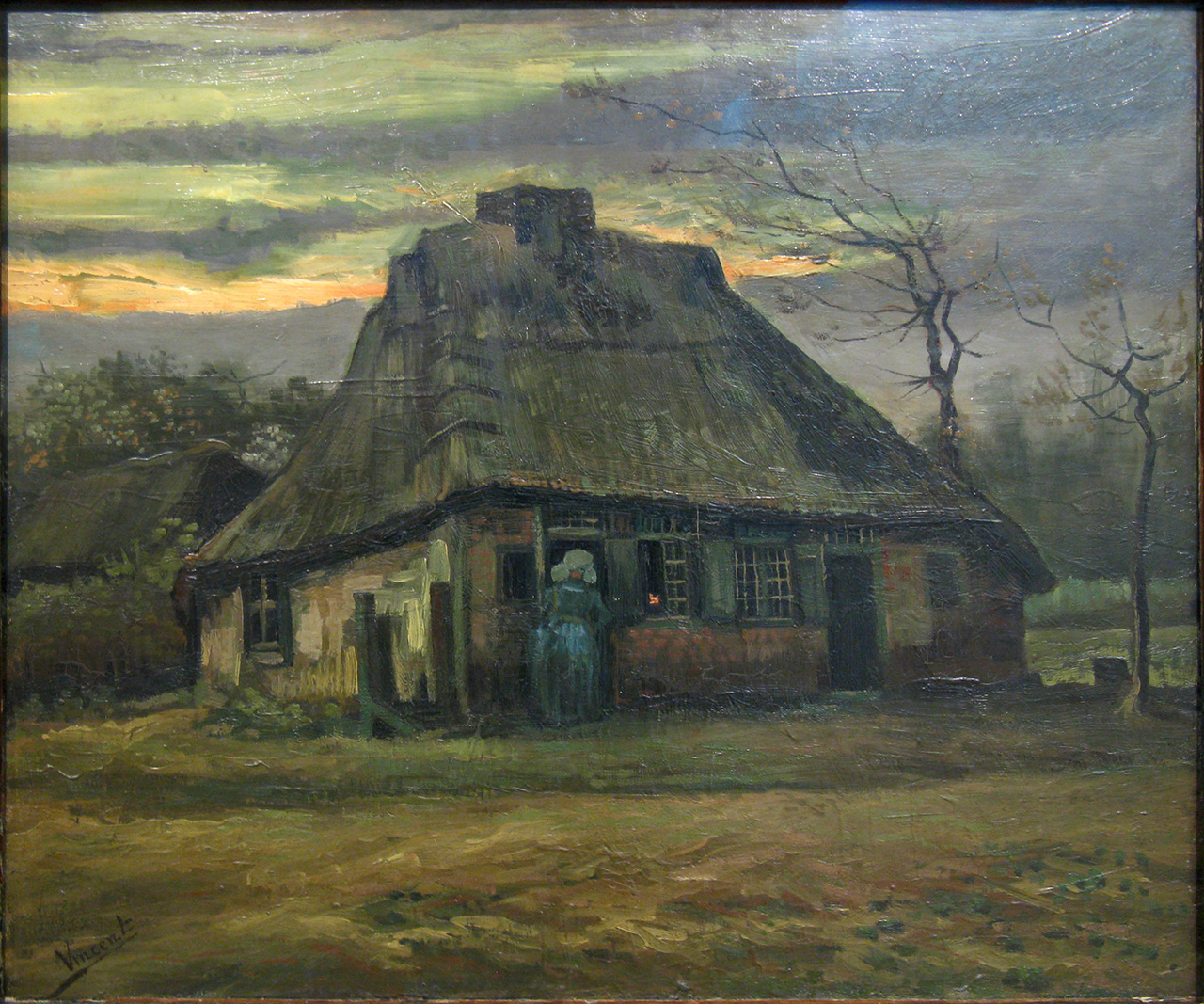
«Будинок» (1885). Дім, в якому жила родина де Гроот, що зображена на картині «Їдці картоплі»

На картині зображена сім'я нюененських селян, що сидять навколо дерев'яного столу. Перед молодою жінкою стоїть тарілка з картоплею, що випускає гарячий пар, уважний вираз обличчя жінки говорить про те, що вона ділить їжу на порції. Літня жінка праворуч розливає в чашки чорну каву. Три покоління селянської родини, що живуть під одним дахом, увечері зібралися разом за скромною трапезою. Масляний світильник, який поширює тьмяне світло, показує бідність цих людей і в той же час створює атмосферу тиші, непричетності до суєтного світу. Слабке тремтяче світло лампи в рівній мірі освітлює обличчя персонажів: на кожному з них лежить печать важкого, сповненого турбот життя, але всі вони наповнені єдиним почуттям подяки за прожитий день, за цю їжу, за те, що всі вони сьогодні, як і вчора, зібралися за спільним столом. Очі цих людей висловлюють довіру один до одного, подяку за спільне життя і почуття взаємної згоди, навіть кожен їх грубий жест наповнений любов'ю.
У своєму листі братові Тео художник пише:
|  | «У ній я намагався підкреслити, що ці люди, поїдають свою картоплю при світлі лампи, тими ж руками, які вони простягають до страви, копали землю; таким чином, полотно говорить про важку працю і про те, що персонажі чесно заробили свою їжу. Я хотів дати уявлення про зовсім інший спосіб життя, ніж той, який ведемо ми, цивілізовані люди. Тому я не потребую, щоб річ подобалася і щоб кожен відразу ж приходив від неї в захват». |

Сюжет картини пов'язаний з реальними людьми. В голландський період, Ван Гог часто звертався до тематики, що має відношення до важкого повсякденного життя селян. Він кілька років жив пліч-о-пліч з людьми, для яких злидні були постійним супутником, і бачив їхні страждання. Сім'я де Гроот, зображена на полотні, була знайома художнику. Побачивши одного разу, як селяни зібралися за мізерною трапезою, Ван Гог вирішив перенести сюжет на полотно. Мати сімейства — Гардена де Гроот позувала Ван Гогу для портрета селянки.

## Версії

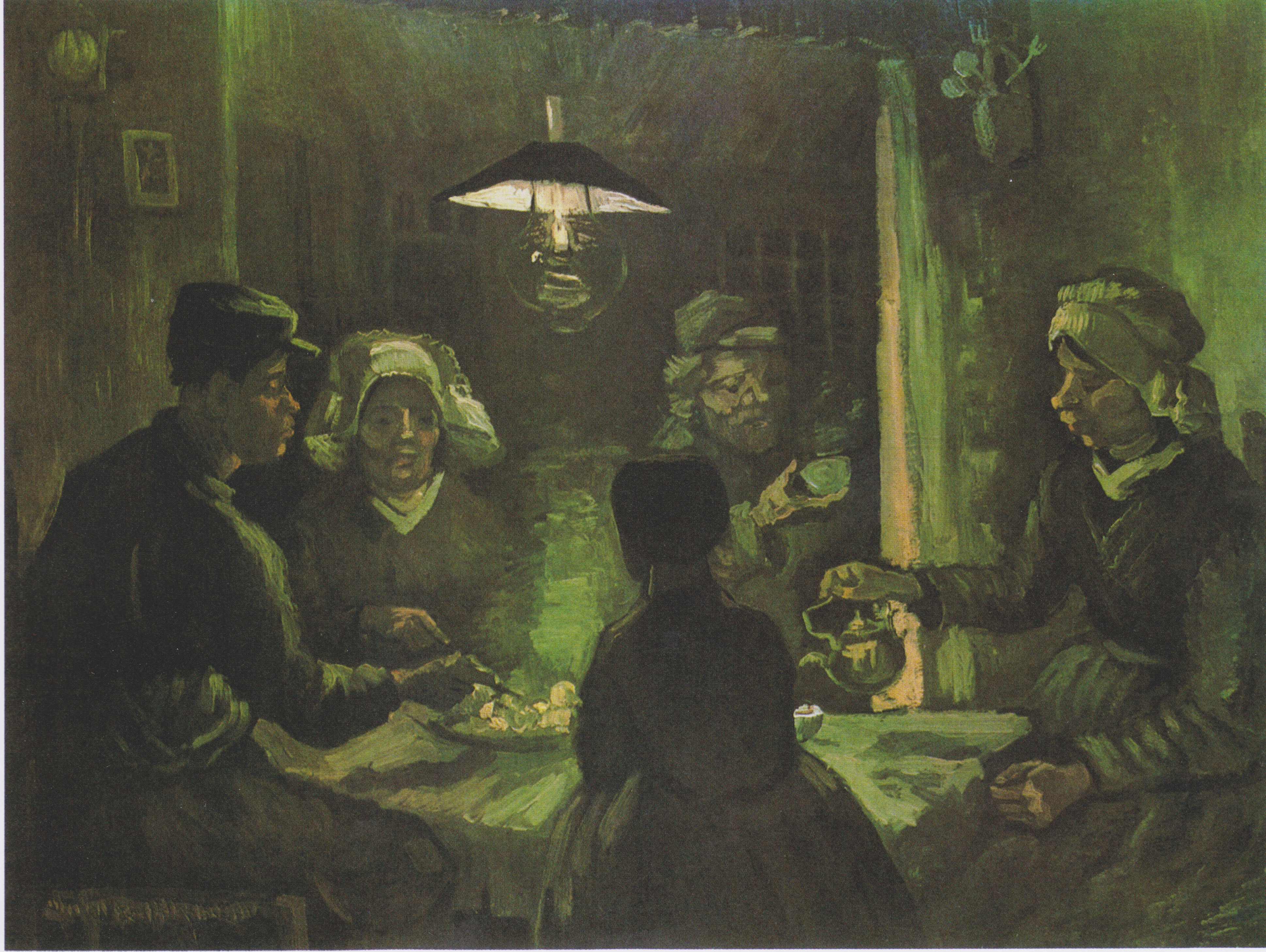
«Їдці картоплі», 1885 р., Музей Креллер-Мюллер, Нідерланди
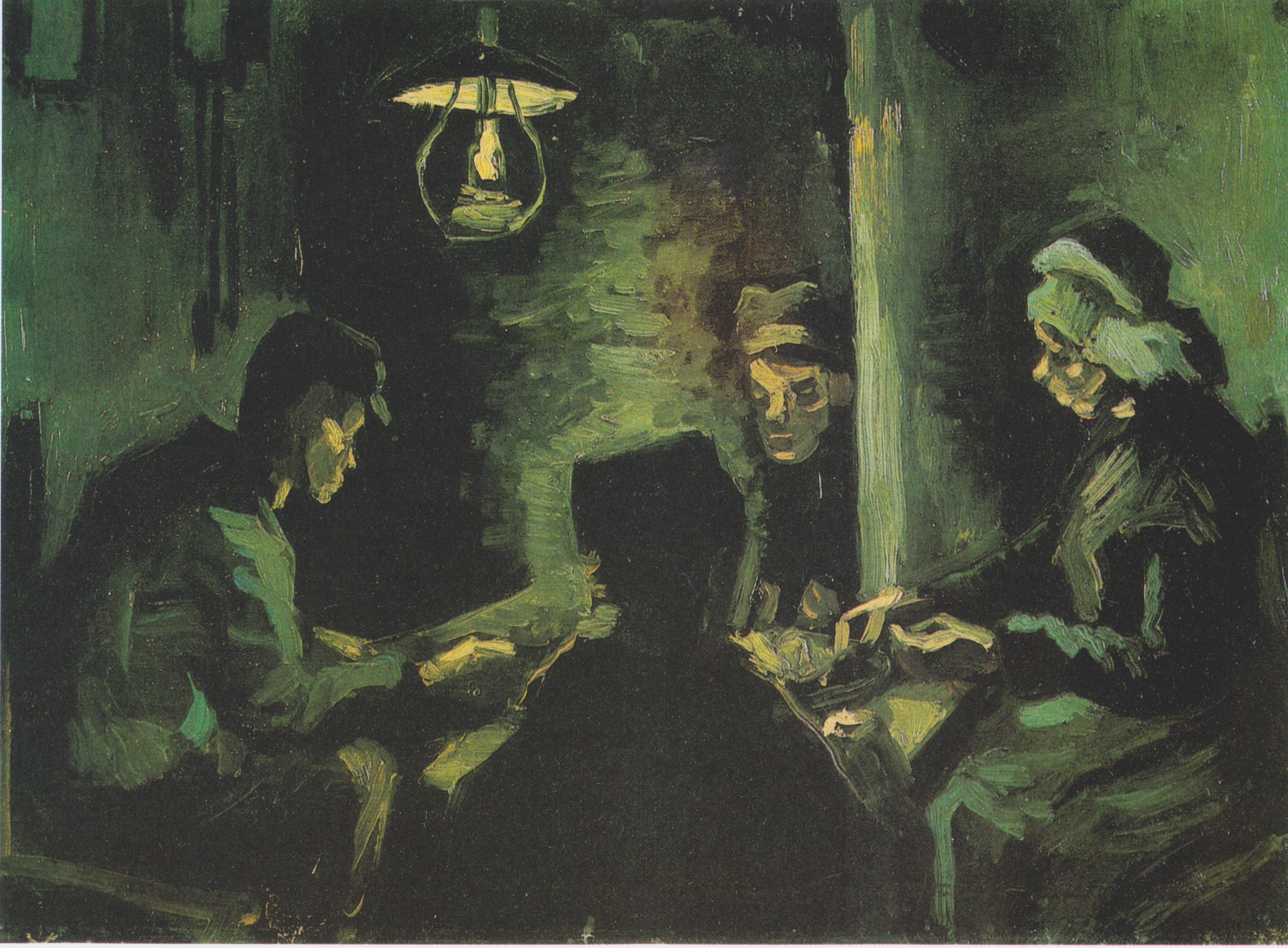
«Їдці картоплі», 1885 р., приватна колекція
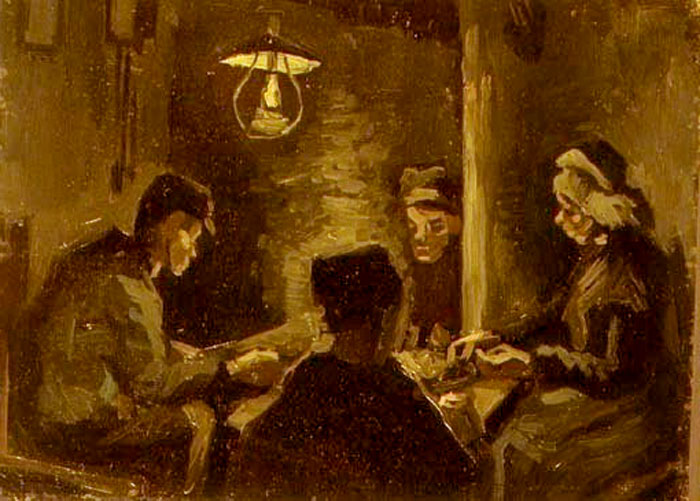
«Їдці картоплі», первісна композиція, квітень 1885 р.
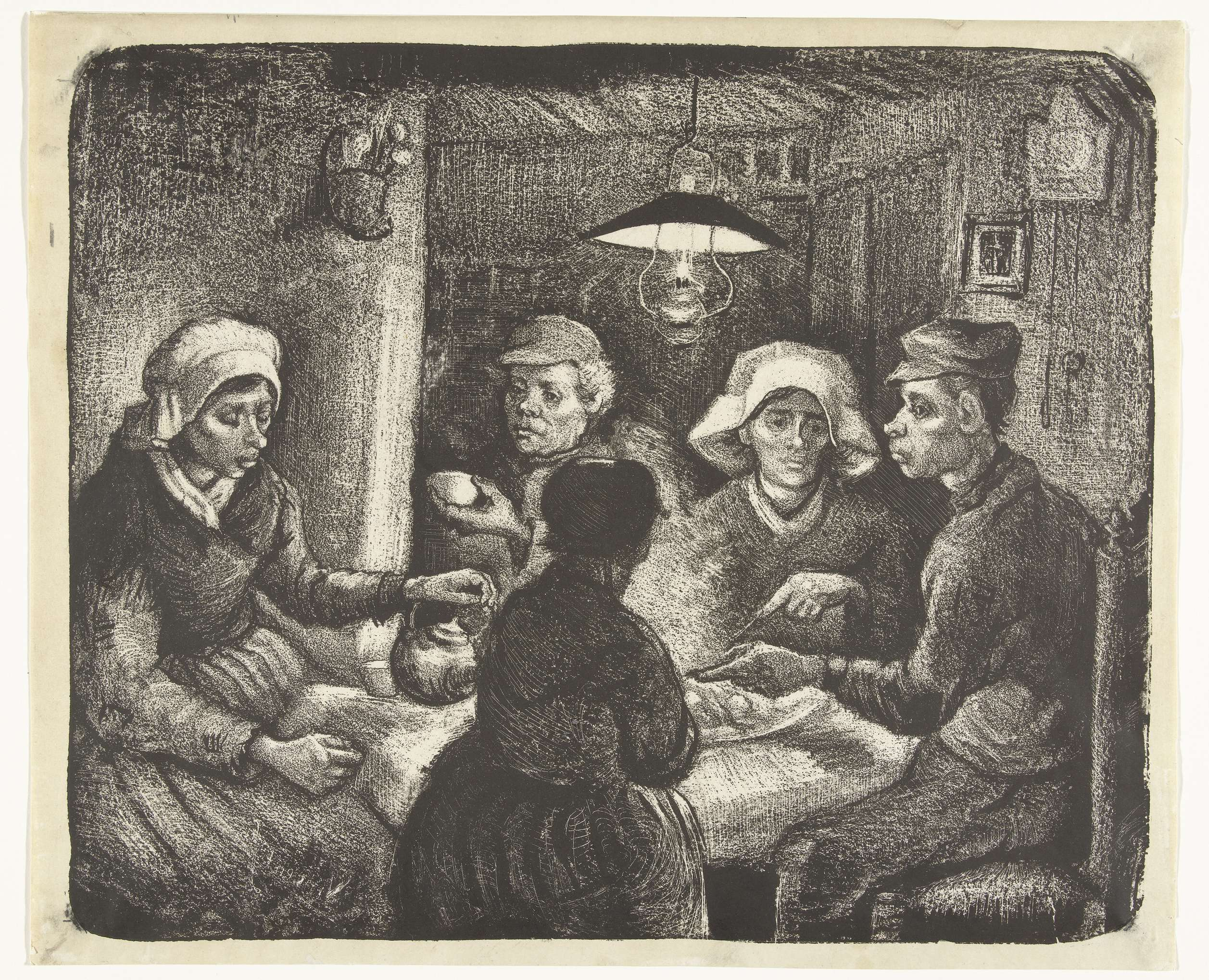
Літографія (Квітень 1885), Музей Тіссена - Борнеміси, Мадрид, Іспанія

## Крадіжка
В грудні 1988 року злодії викрали ранню версію картини «Їдці картоплі», «Інтер'єр ткацької майстерні» та «Сушені соняшники» з музею Креллер-Мюллер. У квітні 1989 року крадії повернули «Інтер'єр ткацької майстерні» і вимагали 2,5 мільйона доларів викупу, дві інші картини поліція повернула 14 липня 1989 року, викуп не було сплачено.
14 квітня 1991 року Музей ван Гога був пограбований, викрали двадцять робіт художника, включаючи останній варіант картини «Їдці картоплі». З невідомої причини викрадачі залишили свою вантажівку разом з картинами поряд з місцем злочину. Тому полотна були відсутні в музеї лише 35 хвилин.

## Наслідування
У 2011 році московська Театр-студія сучасної хореографії презентувала спектакль «Їдці». Ідея спектаклю належить хореографу Катерині Кисловій. Картина Ван Гога «Їдці картоплі» — поштовх для розвитку ідеї постановки спектаклю. За основу спектаклю обрано цитату Ван Гога: «Кожен, хто ризикує вийти у відкрите море, повинен пройти через період тривог і блукань на дотик».
Дмитро Бавільскій назвав свій роман «Їдці картоплі», етюд до картини став ілюстрацією переживань і прагнень головних героїв книги.
Марк Шехтман написав вірш «Їдці картоплі», цикл «Фарби пам'яті». У вірші автор проводить паралелі зі сталінськими репресіями.